# Laurentia Wolff
Laurentia Wolff (* 19. August 2003) ist eine Schweizer Handballspielerin. Sie spielt für den VfL Oldenburg und die Schweizer Nationalmannschaft.

## Karriere

### Im Verein
Laurentia Wolff begann 2014 im Alter von 11 Jahren beim HC GS Stäfa Handball zu spielen. Mit 13 Jahren wechselte sie zu GC Amicitia Zürich, wo sie alle Juniorinnenstufen durchlief. 2019 gewann sie mit dem Team der FU16-Elite die Schweizermeisterschaft. Ab der Saison 2019/20 spielte sie als Rückraumspielerin in der 1. Mannschaft in der höchsten Schweizer Liga. In ihrer zweiten Saison war sie Topscorerin ihres Teams. 2021 wechselte sie zum Schweizer Rekordmeister LC Brühl Handball. In der ersten Saison belegte sie mit ihrem Team den 3. Rang. In der zweiten Saison gewann der LC Brühl das Double aus Meisterschaft und Cup. Wolff war dabei eine zentrale Figur im Offensivspiel und Topscorerin der Brühlerinnen. Sowohl 2022 wie 2023 wurde sie jeweils als eine von drei Spielerinnen für den Swiss Handball Award in der Kategorie Newcomerin des Jahres nominiert. Wolff verlängerte ihren Vertrag im Dezember 2022 frühzeitig bis Sommer 2025. In der Saison 2023/24 gewann sie mit dem LC Brühl zu Beginn der Saison den Super Cup und am Ende erneut das Double aus Meisterschaft und Cup. An den Swiss Handball Awards wurde sie als beste Spielerin der Liga (Most Valuable Player) ausgezeichnet. Zu Beginn der Saison 2024/25 fiel Wolff mit einer Fussverletzung mehrere Wochen aus. Nach ihrer Rückkehr führte sie die Brühlerinnen erneut zum Meistertitel. Sie selbst wurde zum zweiten Mal hintereinander als Most Valuable Player der Liga ausgezeichnet, was zuvor noch keiner Spielerin gelungen war. Im Sommer 2025 wechselte sie zum deutschen Bundesligisten VfL Oldenburg.

### In der Nationalmannschaft
Wolff gehörte dem Kader der Schweizer Jugend- und Juniorinnennationalmannschaft an. Sie nahm mit der Juniorinnenauswahl an der U-20-Weltmeisterschaft 2022 teil. Die Schweiz qualifizierte sich für die Hauptrunde und belegte den 8. Schlussrang. Wolff spielte im Verlauf des Turniers insgesamt 29 Assists. Keine andere Spielerin aller 24 teilnehmenden Nationen bereitete damit mehr Treffer vor als sie.
Wolff gab am 24. April 2022 ihr Länderspieldebüt für die Schweizer Nationalmannschaft im EM-Qualifikationsspiel gegen Polen. Sie stand im Kader für die Europameisterschaft 2024. Die Schweiz erreichte die Hauptrunde und beendete das Turnier auf dem 12. Platz. Wolff kam in 5 Spielen zum Einsatz und erzielte 3 Tore.

## Leben
Wolff wuchs in Hombrechtikon auf. Sie ging zusammen mit Emma Bächtiger in die Primarschule in Stäfa. Später besuchte sie das Kunst- und Sportgymnasium Rämibühl in Zürich und schloss dieses im Sommer 2023 mit der Matura ab. Sie studiert seither an der ETH Zürich Gesundheitswissenschaften und Technologie.

## Erfolge
- Schweizer Meister: 2023, 2024, 2025
- Schweizer Cup: 2023, 2024
- Schweizer SuperCup: 2023, 2024